# Předhradí
Předhradí é uma comuna checa localizada na região de Pardubice, distrito de Chrudim.